# 女真祭台
女真祭台遗址位于长白山天池北侧，由玄武岩石块人工垒成，直径2.5米，高0.7米，是女真人为祭祀长白山天池而筑。1999年，首次在女真祭台旁约3米处发现女真文字碑。
建立金的女真人将长白山视为“兴亡之地”。大定十二年（1172年），金世宗完颜雍册封长白山为“兴国灵应王”，并命翰林院修撰党怀英修撰《封长白山为灵应王册文》。明昌四年（1193年），金章宗完颜璟又进封长白山为“开天宏圣帝”，并修建庙宇以祭祀。
第一位發現長白山有祭壇者是清末候補知縣劉建封，時任奉吉勘界委員。光緒三十四年（1908）踏查長白山後，著《長白山江岡志略》。他在書中敘述天池畔東40米釣鰲台，「台前後有一石堆，相傳女真國王登白山祭天池，曾築石於台上，故至今尚有遺蹟」。
1999年8月19日，吉林省紅學會秘書長陳景河同友人在白山內徑池北釣鰲台，距天池40米的沙土苔草中，發現一塊埋藏千載的金代女真碑石，碑面尚留有模糊的刻痕。經吉林省內金史和女真文字專家鑑定，碑石上刻有字痕，認定為金代女真文字碑。

## 相关
大方顶子遗址位于吉林省抚松县万良镇附近， 一说为高句丽时期的积石墓，一说为古代女真人在长白山区祭祀的遗迹。

## 参看
- 长白山首次发现女真文字碑